# Medmar
Medmar è una compagnia di navigazione privata di traghetti che collegano le isole d'Ischia e di Procida a Napoli e Pozzuoli.

## Storia
La compagnia nasce nel 1969 e si occupa del trasporto di passeggeri e veicoli prevalentemente nell'area del golfo di Napoli, anche se nel corso degli anni ha effettuato collegamenti verso altri territori come Sardegna, Corsica, Tunisia, isole Eolie, Malta, Ponza e Ventotene.
Ad oggi è tra le principali compagnie marittime del golfo di Napoli, con un traffico che si aggira intorno a 1.800.000 passeggeri e 450.000 veicoli trasportati con circa 9.000 collegamenti all'anno.
Del gruppo Medmar fa parte la Pozzuoli Ferries, compagnia specializzata nel trasporto marittimo di combustibili liquidi e aeriformi e di una vasta tipologia di rifiuti.

## Flotta
| Tipo                    | Immagine | Nome                       | Rotta                                             | Anno di costruzione | Acquistata | Entrata in servizio per la compagnia | Lunghezza | Velocità di crociera | Velocità (massima) | Capacità passeggeri | Capacità veicoli | Stato                                                   |
| ----------------------- | -------- | -------------------------- | ------------------------------------------------- | ------------------- | ---------- | ------------------------------------ | --------- | -------------------- | ------------------ | ------------------- | ---------------- | ------------------------------------------------------- |
| Monocarena              |          | Medmar Donata              | /                                                 | 1998                | 2025       | /                                    | 46 m      | 36                   |                    | 350                 | 0                | In cantiere a Messina                                   |
| Ferry                   |          | Maria Buono                | Pozzuoli- Casamicciola Terme                      | 1990                | 2007       | 2007                                 | 82 m      | 14                   | 17                 | 800                 | 100              | In servizio                                             |
| Ferry                   |          | Medmar Giulia              | Napoli-Ischia                                     | 1971                | 2017       | 2018                                 | 85.95 m   | 14                   | 16.5               | 786                 | 100              | In servizio                                             |
| Ferry                   |          | Benito Buono               | Pozzuoli- Ischia                                  | 1968                | 2003       | 2003                                 | 74 m      | 12                   | 13,9               | 800                 | 90               | In servizio                                             |
| Ferry                   |          | Quirino                    | Formia-Ponza                                      | 1979                | 2020       | 2016                                 | 70 m      | 15                   | 17                 | 620                 | 60               | In noleggio a Laziomar                                  |
| Ferry                   |          | Nereide                    | Pozzuoli-Casamicciola Terme                       | 1980                | 2023       | 2024                                 | 70 m      | 15                   | 17                 | 620                 | 60               | In servizio                                             |
| Ferry                   |          | Rosa D'Abundo              | N/A                                               | 1981                | 2003       | 2003                                 | 70 m      | 16                   | 18                 | 650                 | 60               | In bacino a Napoli                                      |
| Ferry                   |          | Medmar Giorgia             | N/A                                               | 1982                | 2024       | 2025                                 | 70,35 m   |                      |                    | 340                 |                  | In allestimento a Napoli in attesa di prendere servizio |
| Ferry Boat              |          | Tourist Ferry Boat Secondo | Formia-Ponza                                      | 1969                | 2010       | 2010                                 | 82 m      | 10.5                 | 12.5               | 193                 | 75               | In noleggio a Laziomar                                  |
| Ferry Boat              |          | Tourist Ferry Boat Terzo   | N/A                                               | 1967                | 2015       | 2016                                 | 58 m      | 9.5                  | 13                 | 295                 | 30               | In disarmo a Napoli                                     |
| Traghetto bidirezionale |          | Agata                      | Napoli/Pozzuoli-Ischia-Casamicciola Terme-Procida | 1973                | 2013       | 2013                                 | 78 m      | 10                   | 12,5               | 400                 | 92               | In servizio per il trasporto di merci pericolose        |

## Flotta del passato
| Tipo                | Nome                    | Anno di costruzione | Lunghezza (m) | Velocità in nodi | Velocità di crociera (in nodi) | Capacità passeggeri | Capacità veicoli | Anni di servizio per Medmar | Stato attuale                               |
| ------------------- | ----------------------- | ------------------- | ------------- | ---------------- | ------------------------------ | ------------------- | ---------------- | --------------------------- | ------------------------------------------- |
|                     | Tindari jet             | 1999                | 50            | 28               | 23                             | 386                 | 0                | noleggio estivo 2005        | In servizio per Blu Jet                     |
| Traghetto Ro-Pax    | Giuseppe D'Abundo       | 1967                | 112,63        | 19,5             | 16,5                           | 1200                | 155              | 2003-2006                   | Demolita nel 2009 ad Aliağa                 |
| Traghetto Ro-Pax    | Anna Maria D'Abundo     | 1971                | 89,59         | 16,03            | 19,5                           | 672                 | 120              | 2003-2007                   | Demolito nel 2007 ad Aliağa                 |
| Traghetto Ro-Pax    | Agostino Lauro          | 1935                | 60,9          | 17               | 15,5                           | 587                 | 54               | 2002-2008                   | Demolita nel 2008 ad Aliağa                 |
| Traghetto Ro-Pax    | Donatella D'Abundo      | 1972                | 137,75        | 19,5             | 17,3                           | 1050                | 250              | 2002-2009                   | Demolita nel 2009 ad Aliağa                 |
| Traghetto Ro-Pax    | Giulia D'Abundo         | 1975                | 129           | 20               | 18                             | 1302                | 260              | 2003-2010                   | Demolita nel 2010 ad Alang                  |
| Traghetto Ro-Pax    | Redentore Primo         | 1965                | 63,62         | 14               | 11                             | 560                 | 60               | 2005-2010                   | Demolita nel 2010 ad Aliağa                 |
|                     | Ischia Express          | 1936                | 78,17         | 15,5             | 13                             | 700                 | 55               | 2005-2008                   | Demolita nel 2012 ad Aliağa                 |
| Ferry               | Lora d'Abundo           | 2004                | 84,43         | 18               | 15                             | 896                 | 120              | 2004-2012                   | Attuale Rio Marina Bella per Toremar        |
|                     | Emanuele D'Abundo Primo | 1972                | 74,15         | 14,5             | 13                             | 800                 | 100              | 2010-2015                   | Attuale Spirit of Altruism                  |
|                     | Teseo                   | 1965                | 40            | 12,5             | 11                             | 400                 | 29               | 2013-2015                   | In abbandono in Libia                       |
| Motonave Passeggeri | Giorgia                 | 1988                | 31            | 25               | 20                             | 260                 | 0                | 2013-2016                   | Demolita presso i Cantieri del Mediterraneo |
| Motonave Passeggeri | Maria Donata            | 1991                | 36            | 25               | 24                             | 320                 | 0                | 2012-2020                   | Venduta a Positano Jet                      |

## Rotte effettuate
| Linea                                      | Tempo       | Frequenza        | Nave utilizzata                 | Note                                        |
| ------------------------------------------ | ----------- | ---------------- | ------------------------------- | ------------------------------------------- |
| Pozzuoli ↔ Casamicciola Terme              | 1 h         | Plurigiornaliera | Maria Buono                     | Annuale                                     |
| Pozzuoli ↔ Ischia                          | 1 h         | Plurigiornaliera | Benito Buono                    | Annuale                                     |
| Napoli ↔ Ischia                            | 1 h 20 m    | Plurigiornaliera | Medmar Giulia                   | Rotta attiva nel periodo primaverile-estivo |
| Pozzuoli ↔ Procida                         | 40 m        | Plurigiornaliera | Tourist Ferry Boat 3            | Annuale                                     |
| Pozzuoli/Napoli ↔ Procida ↔ Casamicciola   | 1 h 30/50 m | Settimanale      | Agata                           | Benzina Gas                                 |
| Doppie corse Pozzuoli ↔ Casamicciola Terme | 1 h         | Ven,Sab,Dom, Lun | Nereide                         | Stagionale "Estiva"                         |
| Doppie corse Napoli ↔ Ischia               | 1 h 20 m    | Ven,Sab,Dom, Lun | Nessuna nave attiva sulla rotta | Stagionale "Estiva"                         |